# NRK1
NRK 1  é o principal canal de televisão da Norwegian Broadcasting Corporation (NRK). As transmissões de teste começaram em 12 de janeiro de 1954, as transmissões regulares começaram em 13 de abril de 1958 e as transmissões regulares começaram em 20 de agosto de 1960. É o canal de televisão mais antigo e maior da Noruega e foi o único canal de televisão aberta do país até o lançamento da TV2 em 1992. Anteriormente conhecido simplesmente como "NRK", o canal agora é conhecido como "NRK1", para se diferenciar do canal irmão "NRK2", que começou a ser transmitido em 1 de setembro de 1996.
Além de suas próprias produções, o canal também transmite co-produções com outros países nórdicos através da Nordvision, além de uma quantidade significativa de programas de países de língua inglesa, como Estados Unidos, Grã-Bretanha e Austrália, todos no idioma original, com legendas em norueguês. Seu programa de notícias é chamado "Dagsrevyen".
Em 2010, foi lançado a NRK HD, transmitido em 720p. A NRK HD estava programado para fazer sua primeira transmissão oficial da cerimônia de abertura dos Jogos Olímpicos de Vancouver em 2010, mas a primeira transmissão em HD foi o Super Bowl XLIV, em 7 de fevereiro de 2010.

## Logotipos

1996 - 2000
2000-2011
2011-presente